# 冠军成长
冠军成长股份有限公司（英語：Canopy Growth Corporation），其前身为“特威德大麻股份公司（Tweed Marijuana Inc.）”，是一家位于加拿大安大略省拉纳克县史密斯瀑布镇的一家大麻产业公司。公司于2009年8月5日建立，创始人为布鲁斯·林顿（Bruce Linton）；在与加拿大倍德罗坎（Bedrocan Canada）合并后，公司于2015年改用现名。
截至2019年4月，根据冠军成长公司的股票市值及资产价值，其业已成为全球最大的大麻公司。在当时，星座品牌占有该公司35%的股份。但是公司在2019年遭遇了极大的挑战，公司的股票价格下跌了约32%。